# Liste der Winnie-Puuh-Figuren
Die Liste der Winnie-Puuh-Figuren listet alle Figuren aus den Büchern um Pu den Bären und der Disney-Adaption auf.

## Protagonisten

### Winnie-der Pu/Winnie Puuh
Winnie-der-Pu (bürgerlich Eduard Bär), oder Winnie Puuh in der Disneyfassung, auch kurz Pu(uh) (englisch Winnie-the-Pooh) genannt, ist die namensgebende Hauptfigur. Er ist ein anthropomorpher, sanftmütiger, kuscheliger und liebenswerter Teddybär. Obwohl er ein naiver Bär „von geringem Verstand“ ist, ist er ein freundlicher, nachdenklicher, manchmal nahezu philosophischer Zeitgenosse, der immer bereit ist seinen Freunden zu helfen und sein Bestes zu geben. Pu ist sehr verfressen und liebt Honig und (in den Büchern auch) Büchsenmilch.
In den Büchern ist Pu ein talentierter Dichter; die Kapitel sind durchzogen von seinen Gedichten und „Gesummen“. Er ist bescheiden und hält sich auch selbst nicht für schlau, ist aber mit seinem Leben zufrieden.
Bei Disney hat Puuh eine sanfte Stimme und trägt ein rotes Hemd. Seine Schlagworte sind „Ach herrje“ und „Denk, denk, denk“.

### Christopher Robin
Christopher Robin (englisch Christopher Robin) ist die einzige menschliche Figur in den Büchern und basiert auf den gleichnamigen Sohn von A. A. Milne. Er ist ein durchweg fröhlicher Mensch mit einer mitfühlenden Persönlichkeit, der gerne nach den anderen schaut.
Über die Bücher hinweg sind Hinweise verstreut, dass Christopher Robin wächst. Diese kulminieren am Ende von Pu baut ein Haus, als sein Schulinternatseintritt bevorsteht und seine Freunde sich von ihm verabschieden. Pu und er haben einen langen, privaten Abschied, bei dem Pu verspricht, Christopher Robin niemals zu vergessen.
In der Disney-Version besucht Christopher Robin die Tagesschule (außer in Die vielen Abenteuer von Winnie Puuh) und ist zehn Jahre alt. In Meine Freunde Tigger und Puuh ist seine beste Freundin ein Mädchen namens Darby.

### Ferkel
Ferkel (englisch Piglet) ist neben Christopher Robin Pus bester Freund. In den Büchern ist es ein ängstliches kleines Tier, das sich vor vielen Dingen fürchtet. Doch in einigen Kapiteln zeigt es sich bei der Konfrontation mit einer Gefahr sehr mutig, wenn es von anderen (meist von Pu) ermutigt wird. Ferkel liebt „Heicheln“.
In der Disney-Version ist Ferkel freundlich, sanft und normalerweise ziemlich schüchtern, doch mit Puuh an seiner Seite überwindet es jede Angst. Ferkel lebt in einer Buche, die es gern sauber und ordentlich hält. Es kann sehr gut singen und sein Schlagwort lautet „Ach du m-m-meine Güte!“

### I-Aah
I-Aah (englisch Eeyore), in manchen Übersetzungen auch I-Ah, ist ein sarkastischer, pessimistischer und düsterer Esel und einer von Pus Freunden. Seinen Schwanz, der nur mit einem Nagel befestigt ist, verliert I-Aah immer wieder. Er lebt in einem aus Stöcken gebauten Haus, das (bei Disney als Running Gag) immer wieder einstürzt und neu aufgebaut werden muss.
Bei Disney ist I-Aah langsamer und vorsichtiger als die anderen und zögert oft, mit ihnen loszugehen; jedoch versucht er nicht, sich ihnen entgegenzustellen, weil er glaubt, dass es sinnlos ist. Sein Slogan ist „Danke, dass ihr mich bemerkt habt.“

### Kanga
Kanga, auch Känga, (englisch Kanga) ist ein Känguru und Ruhs Mutter. Die beiden leben in einem Haus nahe der Sandgrube, wo Ruh spielt im nordwestlichen Teil des Waldes. Kanga basierte auf einem Stofftier.
Im Kapitel VII von Pu der Bär ziehen Kanga und Ruh in den 100-Morgen-Wald. Zunächst denken alle, Kanga sei ein gefährliches Tier, finden dann aber heraus, dass sie falsch liegen. In Pu baut ein Haus nimmt Kanga Tiger bei sich auf und behandelt ihn seitdem wie ihren eigenen Sohn.
Kanga ist gutherzig, ruhig, geduldig und fügsam. Sie mag es, Dinge zu organisieren und sauber zu halten und bietet mütterlichen Rat und Essen für jeden, der sie fragt. Sie beschützt Ruh fast obsessiv und erzieht ihn mit sanften Ermahnungen und sanfter Disziplin. Zudem scheint sie einen Sinn für Humor zu haben.
In den Disney-Adaptionen ist Kangas Persönlichkeit fast unverändert, nur gibt sie Ruh mehr Freiheit, wodurch Kanga selbst in der Handlung stärker in den Hintergrund rückt. Zudem lebt Tigger in dieser Version in einem eigenen Haus, besucht Kanga und Ruh aber oft.

### Ruh
Ruh oder Klein-Ruh (englisch Roo) ist Kangas fröhliches, verspieltes und energisches Kind das mit ihr in den 100-Morgen-Wald gezogen ist.
Bei Disney ist sein bester Freund ein Heffalump namens Lumpy. Ruh ist die jüngste der Hauptfiguren.

### Kaninchen/Rabbit
Kaninchen, in der Disney-Version Rabbit und von Tigger Schlappohr und Rabby genannt (englisch Rabbit für Kaninchen), ist eine Figur, die nicht auf einem Stofftier basiert. Milne erfand sie auf Basis der im Ashdown Forest lebenden Tiere. Kaninchen ist freundlich, kann aber auch ungeduldig und reizbar sein. Es hält sich für das klügste Tier im Wald, weil es nicht so schusselig wie Eule ist. Rabbit liebt es, Dinge auf seine Weise zu tun, und ist besessen von Regeln, Plänen und Ordnung. Seine Freunde kommandiert es manchmal herum, aber im Herzen interessiert es sich für sie.
Bei Disney ist es stolz auf seinen Garten und mag es nicht, wenn die anderen es stören. Rabbit liebt Gartenarbeit, Putzen und Zaubertricks.

### Tieger/Tigger
Tieger, auch Tiger bzw. Tigger bei Disney (englisch Tigger) ist Pus überschwänglicher, hyperaktiver und glücklicher Tigerfreund. Er liebt es zu springen, auch andere anzuspringen, Spaß zu haben und ist so übermütig, dass er denkt, jede Aufgabe wäre das, was er am besten kann. Er ist Ruhs bester Freund und in den Büchern so etwas wie ein Bruder für ihn.
Bei Disney spricht Tigger Wörter falsch aus und verursacht durch seine eigentlich gut gemeinten Aktionen oft Chaos. Er zeigt sich aber als zäh, furchtlos, optimistisch und einfallsreich; regelmäßig passt er auf Ruh auf, wenn Kanga nicht da ist. Sein Schlagwort lautet „Hoo Hoo Hoo Hoo“.
Er verwendet oft Spitznamen für die anderen. So nennt er Puuh z. B. „Kumpelbär“, Rabbit „Schlappohr“ und I-Aah „Eselsohr“.

### Eule
Eule oder manchmal auch Oile (englisch Owl) ist die wohl gesprächigste Hauptfigur, die gerne als Mentor oder Lehrer auftritt. Eule basiert nicht auf einem Stofftier, weshalb er in den Illustrationen normal aussieht.
Eule und die meisten anderen glauben, er sei der intelligenteste im Wald, aber er ist in Wahrheit ziemlich zerstreut. Er hält oft lange Reden und benutzt Wörter, die seine Freunde nicht verstehen. Obwohl Eule sich gerne als sachkundig präsentiert, schreibt er die meisten Wörter falsch; selbst seinen eigenen Namen buchstabiert er Oile.
In den Büchern hat Eule eine überlegene, aber freundliche Art gegenüber den anderen. Er kann verärgert sein, besonders wenn seine Freunde seine langen Reden ignorieren oder unterbrechen. Er trägt manchmal eine Lesebrille und er benutzt seine Krallen wie Hände, und nicht seine Flügel wie in der Disney-Version. Er lebt in einem Baumhaus, das als Zu den Kastanien bekannt ist und als Residenz der alten Welt von großem Charme beschrieben wird. Dieses Haus wird im achten Kapitel von Pu baut ein Haus von einem Sturm umgeweht. I-Aah entdeckt schließlich ein neues Haus für Eule, wobei es sich allerdings um Ferkels Haus handelt. Ferkel gibt das Haus dennoch her und zieht zu Pu. Eule nennt es das Geoile.
In den Disney-Adaptionen ist Owl viel ruhiger und gemütlicher. Er spricht mit einem starken südenglischen Akzent. Er erzählt gerne Geschichten über seine Verwandten, einschließlich über seinen Cousin Dexter. Sein Haus wird in Die vielen Abenteuer von Winnie Puuh umgeweht, ist aber im Kurzfilm Ein Tag für I-Aah wieder aufgebaut. Er erscheint nicht in Meine Freunde Tigger und Puuh.

## Nebenfiguren in den Büchern

### Bienen
Ein Schwarm Honigbienen debütiert im ersten Kapitel von Pu der Bär. Sie leben in einem Bienenstock, wo Pu Honig stehlen möchte. Sie erscheinen auch in der Disney-Version, wo es meistens mit ihnen zu Ärger kommt, was zur Folge hat, dass die Figuren von ihnen verfolgt werden und die Flucht ergreifen müssen.

### Kaninchens Bekannte und Verwandte
Kaninchens Bekannte und Verwandte sind eine Vielzahl von kleinen Säugetieren (hauptsächlich kleineren Kaninchen, Mäusen, Eichhörnchen und Igeln) und Insekten, die zu allen größeren Veranstaltungen (z. B. einer Party) ungefragt erscheinen. Sie spielen ansonsten keine wichtige Rolle. Einige von ihnen wurden namentlich genannt:
- Alexander Käfer wird kurz im neunten Kapitel von Pu der Bär erwähnt. Er wurde von den anderen derart verärgert, dass er sich zwei Tage in einem Spalt versteckte und anschließend bei seiner Tante lebte. Er war auch Thema eines Gedichts in Now We Are Six.
- Klein (Abkürzung für Sehr kleiner Käfer) ist das Ziel einer Suche, die Kaninchen im dritten Kapitel von Pu baut ein Haus organisiert. Er erscheint auch in Meine Freunde Tigger und Puuh, somit ist er der erste neue Milne-Charakter, der seit dem Debüt von Tigger in Winnie Puuh und das Hundewetter, erscheint.
- Heinrich Eilig erscheint kurz am Ende von Pu baut ein Haus und in Rückkehr in den Hundertsechzig-Morgen-Wald. Dort nimmt er am Buchstabierwettbewerb teil, zählte die Punkte beim Cricket und tanzte beim Erntedankfest.
- Früh und Spät erscheinen kurz am Ende von Pu baut ein Haus und wurden in Rückkehr in den Hundertsechzig-Morgen-Wald erweitert. Dort bekommen sie von Christopher Robin bei seiner Rückkehr Mäuse aus Schaumzucker geschenkt. Sie nahmen auch am Buchstabierwettbewerb teil. Anhand von Illustrationen lässt sich schließen, dass es sich bei ihnen um Mäuse handelt.
- Der-kleinste-von-allen debütiert am Ende von Pu baut ein Haus und erscheint auch in Rückkehr in den Hundertsechzig-Morgen-Wald. Er neigt dazu, unsicher zu sein, was er gesehen hat.
- Kaninchens Familie erscheint in den Büchern. Viele Verwandte erscheinen auch in einer Episode von Neue Abenteuer mit Winnie Puuh und werden regelmäßig erwähnt.

### Heffalumps
Heffalumps sind nicht existierende Phantasiewesen, die im fünften Kapitel von Pu der Bär und im dritten Kapitel von Pu baut ein Haus erwähnt werden und die angeblich Honig mögen, weshalb sie ihn oft stehlen. Im Text wird ihr Aussehen nicht näher beschrieben, die Illustrationen von Shepard stellen sie als Asiatische Elefanten dar. Hingegen handelt es sich in vielen (vor allem den späteren) Werken von Disney um reale Kreaturen. In Heffalump – Ein neuer Freund für Winnie Puuh treffen die Freunde erstmals auf einen Heffalumpen, genannt Lumpi, der sich mit Ruh anfreundet und ein grundgütiges Wesen hat. In diesem Film sind Heffalumps blaue, elefantenartige Geschöpfe mit violetten Haaren und Bommel am Hinterteil. Sie können laut aus ihrem Rüssel trompeten und so über große Distanzen miteinander kommunizieren (zum Beispiel: Mutter ruft nach ihrem Kind).

### Wuschel/Woozle
Wuschel und Wischel (Woozles bei Disney) sind wieselähnliche Wesen, die im dritten und neunten Kapitel von Pu der Bär erwähnt werden. Wie die Heffalumps existieren sie in den Büchern nur in der Phantasie der Protagonisten; bei Disney treten sie das erste Mal im Song Heffalumps und Woozles in Die vielen Abenteuer von Winnie Puuh in Erscheinung. In Neue Abenteuer mit Winnie Puuh tritt ein Woozle namens Stan mit seinem Kumpel, dem Heffalump Heff, auf; beide sind Schurken. Früher wurden sie von einem riesigen Woozle namens Wooster rekrutiert, der sich später aber gegen das Böse wandte, nachdem Puuh ihm die Vorteile der Freundschaft aufgezeigt hatte.

### Jagulare
Jagulare sind jaguar-ähnliche Monster, die im vierten Kapitel von Pu baut ein Haus erstmals erwähnt wurden, da Pu und Ferkel Tieger für ein solches hielten. Dort erfährt man, dass Jagulare Hilfe! (bei Disney Hallo!) rufen und sich anschließend, wenn man hochschaut, von einem Baum auf einen fallen lassen. Sie erscheinen auch in Neue Abenteuer mit Winnie Puuh.

### Balzrück
Das Balzrück ist eine Kreatur, die sich die Figuren ausdenken, nachdem sie Christopher Robins Notiz missverstanden haben, die eigentlich bedeutet, dass er „bald wieder“ aus der Schule kommen würde. Sie glauben, dass das Balzrück Christopher Robin entführt hat. Es tritt nicht in Erscheinung.
In Winnie Puuh ist das Balzrück der Gegner der Protagonisten, da die Tiere denken, es habe Christopher Robin gefangen genommen. Eule beschreibt ihn als eine große, hässliche, gemeine und furchterregende lila und blaue Kreatur, die viele alltägliche Gegenstände wie Bücher, Socken und Buntstifte beschädigt oder gar zerstört. Puuh und seine Freunde bauen eine Falle, um ihn zu fangen (eine Grube mit Büchern, Socken, Geschirr, Spielzeug und anderen Dingen), aber Christopher Robin taucht wieder auf und es stellt sich heraus, dass er nie gefangen wurde, sondern nur in der Schule war.
Am Ende des Films stellt sich heraus, dass das Balzrück echt ist, aber es handelt sich um eine freundliche und hilfsbereite Kreatur, die die Sachen der Tiere zu ihnen zurückbringen will. Die Falle fängt ihn jedoch, als er alle Gegenstände aufhebt und in die Grube fällt.

### Onkel Robert
Onkel Robert ist Eules Onkel und wird im achten Kapitel von Pu baut ein Haus erwähnt, erscheint jedoch nie. Im Kurzfilm Winnie Puuh und ein Tag für I-Aah sagt Eule, dass Onkel Robert seinen 103. Geburtstag feiere, obwohl er glaube, er werde 97. In Rückkehr in den Hundertsechzigmorgenwald stellt sich heraus, dass es tot ist. Eule bewahrt seine Asche in einer Vase auf und versucht seine Biographie nieder zu schreiben.

## Nebenfiguren inRückkehr in den Hundertsechzig-Morgen-Wald

### Lottie
Lottie ist ein divenhaftes Otterweibchen und die einzig neue Hauptfigur in Rückkehr in den Hundertsechzig-Morgen-Wald. Sie stößt im vierten Kapitel auf die Freunde und kann gut Cricket und Mundharmonika spielen, legt viel Wert auf Etikette und trägt eine Perlenkette. Lottie ist manchmal etwas schelmisch und gemein zu den anderen und lebt in einem mit Wasser gefüllten Koffer namens Villa Ausdauer.

### Oppa Rammler
Oppa Rammler ist Kaninchens Großvater. Er trägt eine Brille, ist sehr alt und das Oberhaupt der Kaninchenfamilie. Er scheint Kaninchen nicht sonderlich zu mögen, gibt ihm aber trotzdem im fünften Kapitel einen Ratschlag. Onkel Robert kannte und korrespondierte mit ihm.

### Thesaurus
Unter dem Wort Thesaurus stellt Ferkel sich ein dinosaurierähnliches Monster vor. In Wirklichkeit handelt es sich lediglich um Christopher Robins Synonymlexikon (Thesaurus).